# Archivio di Stato di Torino
L'Archivio di Stato di Torino raccoglie il complesso dei documenti dei membri di casa Savoia, cui nel tempo si sono andati a sommare archivi di famiglie e personalità illustri, archivi di associazioni, di industrie e la documentazione amministrativa prodotta dal Regno di Sardegna e dagli Uffici periferici dello Stato italiano in Provincia di Torino. Questo importante patrimonio, custodito su circa 83 km lineari di scaffalature, rende l'Archivio una ricchissima miniera di informazioni che permettono, agli storici e non solo, di spaziare su 1300 anni di storia del Piemonte, dell'Italia e dell'Europa.
L'Archivio di Stato di Torino riveste una notevole importanza non solo per la documentazione conservata, ma anche per le motivazioni che portarono alla costruzione di una delle sue attuali sedi. L'edificio ospitante la Sezione Corte dell'Archivio venne infatti progettato e realizzato da Filippo Juvara tra il 1731 e il 1733 per rispondere all'esigenza di accentramento amministrativo tipica di una monarchia assoluta qual era quella sabauda, e rappresenta l'unico caso attualmente conosciuto in Europa di edificio appositamente costruito dal principio a uso di archivio. Proprio in quanto sintesi architettonica di questa rigida politica, la sede della Sezione Corte è stata inclusa dall'UNESCO nel sistema delle Residenze Sabaude – anch'esse testimonianza tangibile del controllo esercitato dalla dinastia sul territorio – e come tale riconosciuta Patrimonio Mondiale dell’Umanità nel 1997.

## Storia
L'Archivio di Stato di Torino è lo specchio di un'evoluzione storica plurisecolare che affonda le sue radici in pieno Medioevo. Risale verosimilmente al XII secolo l'originario "tesoro" di carte dei conti di Savoia, anche se le prime attestazioni documentarie dell'esistenza di un archivio comitale sono del XIV secolo. Conservato in età medievale a Chambéry, capitale della contea e poi del ducato di Savoia, l'archivio della dinastia sabauda ben presto si divise in due parti: una finalizzata alla conservazione dei “titoli”, ossia dei documenti politicamente e giuridicamente più rilevanti per la dinastia (concessioni imperiali e papali, trattati di politica estera, contratti matrimoniali...), l'altra destinata a custodire i documenti relativi alla contabilità e alle finanze dello Stato prodotti dalla Camera dei conti.
L'archivio dei “titoli”, divenuto archivio ducale, seguì le vicende della dinastia sabauda, venendo trasportato per volontà del duca Emanuele Filiberto a Torino, nuova capitale dello Stato dal 1563. Nel Settecento, in seguito all'acquisizione da parte dei Savoia del titolo di re di Sardegna, l'archivio di corte divenne l'archivio centrale del nuovo regno e fu collocato nella sua sede attuale, la Sezione Corte, sita nell'odierna Piazza Castello, poco distante dal centro di potere costituito dal Palazzo Reale.
L'archivio della Camera dei conti, o camerale, fu trasferito anch'esso a Torino da Emanuele Filiberto per ciò che riguardava i documenti della Camera dei conti di Piemonte, mentre fu solo nel Settecento, in seguito alla soppressione della Camera dei conti di Savoia, che giunse nella capitale del regno anche la documentazione prodotta da quest'ultima.
Nel 1925 l'archivio camerale venne trasportato, insieme agli archivi dei Ministeri dello scomparso Regno di Sardegna (eccezion fatta per i Ministeri degli Interni e degli Esteri rimasti nella Sezione Corte), in quella che è attualmente la seconda sede dell'Archivio di Stato di Torino, le Sezioni Riunite, site nell'ex Ospedale San Luigi Gonzaga in via Piave.
Nato e cresciuto per adempiere esclusivamente alle funzioni amministrative, politiche e istituzionali collegate al governo dello Stato sabaudo, l'Archivio di Stato di Torino si riconosce oggi nella Dichiarazione universale sugli archivi promossa dall'International Council on Archives e volta a sottolineare "la necessità vitale degli archivi per sostenere l'efficienza amministrativa, la responsabilità e la trasparenza, per proteggere i diritti dei cittadini, per consolidare la memoria individuale e collettiva, per comprendere il passato e per documentare il presente al fine di guidare le azioni future".

## Sedi

### Sezione Corte

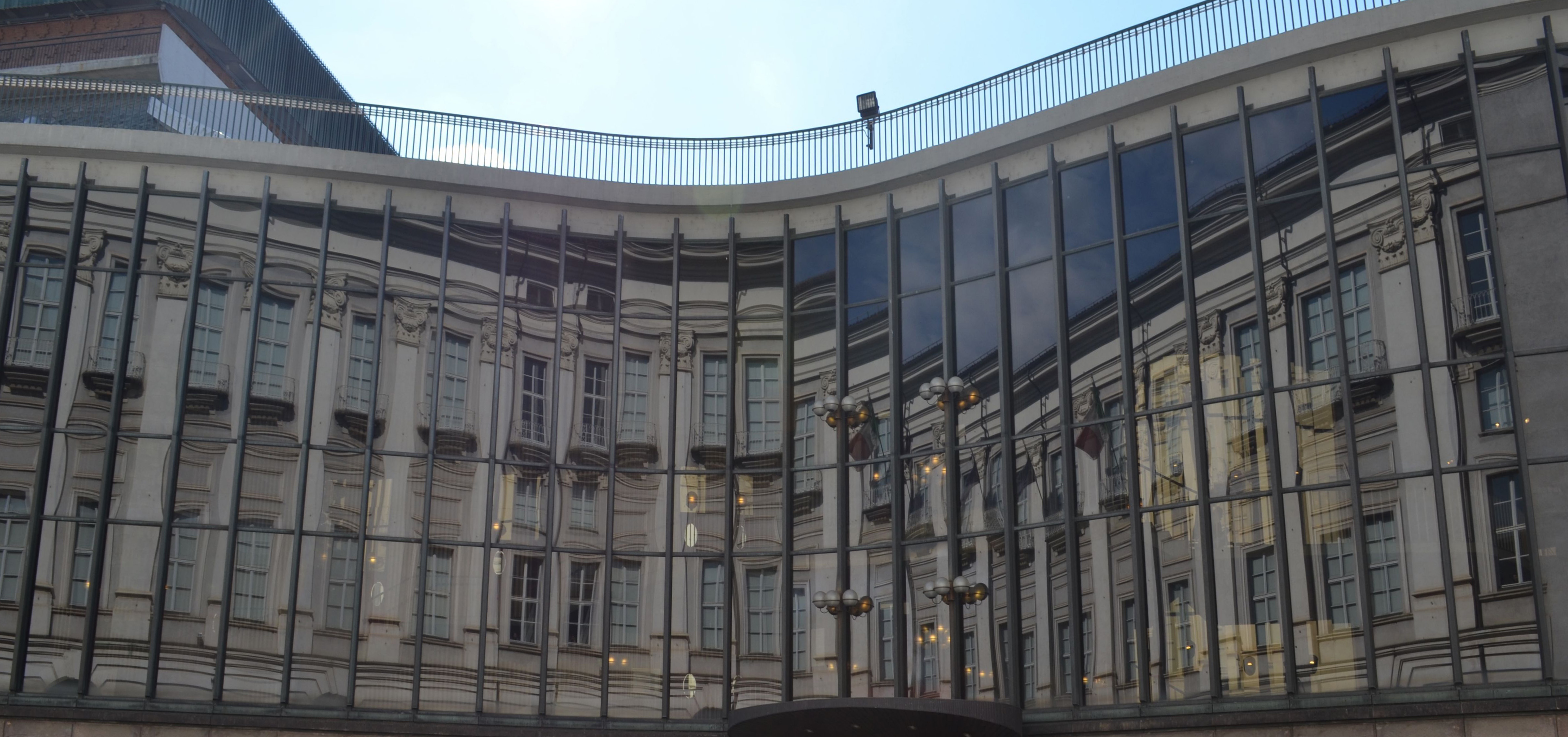
Facciata della Sezione Corte dell'Archivio di Stato di Torino riflessa dalle vetrate del Teatro Regio

La sede della Sezione Corte dell'Archivio di Stato di Torino venne progettata e realizzata dall'architetto Filippo Juvarra tra il 1731 ed il 1733 al fine di ospitare gli Archivi di Corte sabaudi.
La funzione cui l'edificio doveva assolvere era di garantire al sovrano la conservazione e la rapida consultazione della documentazione e dei titoli giuridici necessari al governo dello Stato e alla politica estera. Non è un caso che nel 1731 il palazzo juvarriano trovasse una precisa e studiata collocazione all'interno del cuore stesso della capitale del Regno di Sardegna, di cui da pochi anni i Savoia avevano assunto la titolarità: i Regi Archivi vennero infatti collocati non distanti dal Palazzo Reale, centro del potere assoluto del monarca, al quale furono collegati fisicamente mediante un corridoio che attraversava il Palazzo delle Regie Segreterie di Stato (oggi sede della Prefettura di Torino).
Il progetto juvarriano, approvato il 13 marzo 1731 dal re Carlo Emanuele III, prevedeva un corpo di fabbrica unico, a tre piani fuori terra, con cinque grandi saloni per ogni piano e alcuni locali minori. Spessi muri maestri tagliafuoco dovevano isolare il palazzo da eventuali incendi negli edifici contigui (come in effetti accadde nel 1936 in occasione dell'incendio che distrusse il Teatro Regio) e limitare i danni di un eventuale incendio di origine interna. La facciata era prevista a bugne orizzontali al piano terra e scandita nei due piani superiori da un unico “ordine gigante” di lesene con capitelli di stile composito. Il progetto forniva inoltre indicazioni per l'arredamento dei saloni con armadi lignei, in modo molto simile a quanto fu poi effettivamente realizzato.
A fine 1734, poco più di tre anni dopo l'inizio dei lavori, il “tramuto” dei documenti dell'Archivio di Corte dal Palazzo Reale al nuovo palazzo juvarriano consentiva l'effettiva entrata in funzione della nuova sede. Da allora, l'edificio juvarriano ha sempre custodito i documenti dell'Archivio di Corte, con la sola eccezione del periodo 1804-1815 quando, spogliato dal Governo francese del patrimonio che conservava, l'Archivio venne trasformato nel Liceo della Città di Torino; solo negli anni trenta dell'Ottocento, con la risistemazione degli Archivi di Corte voluta da re Carlo Alberto, il palazzo juvarriano tornò a svolgere a pieno il suo compito originario.
L'archivio rimase per lungo tempo un luogo dall'accesso estremamente limitato: neppure i ministri del Regno di Sardegna potevano accedervi senza il consenso del re e solo pochissimi illustri visitatori poterono ammirare il palazzo, modello di architettura funzionale e orgoglio dei Savoia. Solo a partire dall'Ottocento, con la progressiva trasformazione del concetto di archivio da strumento amministrativo ad uso esclusivo del sovrano a fonte storica, il palazzo juvarriano cominciò ad aprirsi alla frequentazione degli studiosi.
Nel 1982 la Sezione Corte dell'Archivio di Stato di Torino è stata fatta oggetto di un progetto di ristrutturazione che ha previsto l'adeguamento e il restauro del palazzo juvarriano, il recupero dell'area diruta del palco reale dell'antico Teatro Regio e l'ampliamento dei depositi mediante la costruzione di due piani sotterranei di 100 m² l'uno.

### Sezioni Riunite

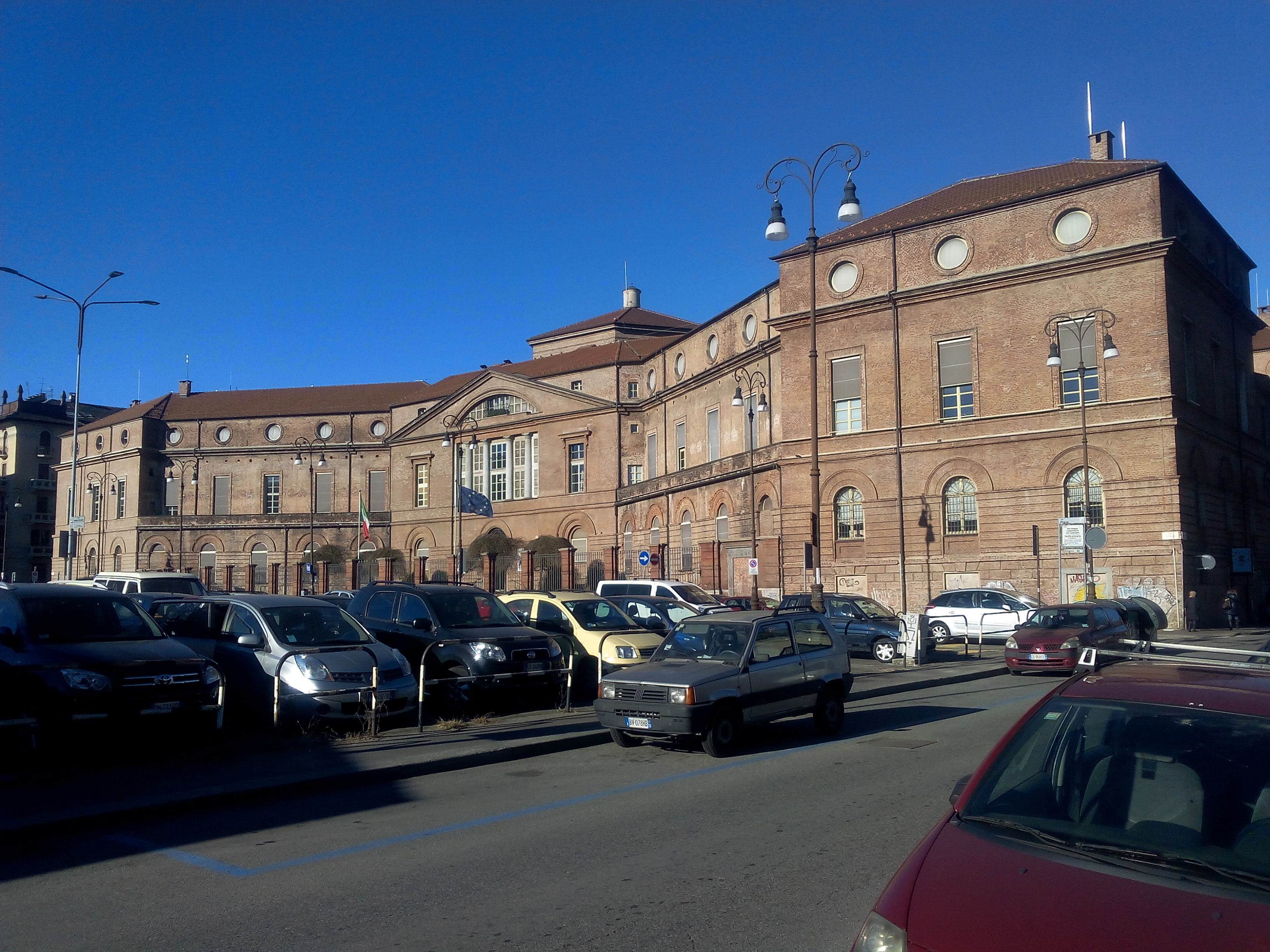
Archivio di Stato di Torino - sezioni riunite

L'Archivio di Stato di Torino dispone, a partire dal 1925, di una seconda sede più grande di quella ospitante la Sezione Corte. Le Sezioni Riunite occupano i locali dell'ex ospedale fatto erigere nell'Ottocento dall'Opera pia San Luigi Gonzaga per curare le persone affette da malattie contagiose.
Tra i molti progetti pervenuti all'epoca venne scelto quello dell'architetto Giuseppe Talucchi. Si trattava di un modello innovativo di nosocomio: fulcro dell'edificio era la cappella centrale esagonale dalla quale si dipartivano, su tre piani e secondo un assetto a croce di Sant'Andrea, i bracci dei seminterrati, quelli delle infermerie e i piani superiori di degenza. In particolare le infermerie erano caratteristiche per la concezione a doppia altezza (le volte a botte raggiungevano gli 11 metri) e per il sistema di corridoi che permettevano la deambulazione dei malati.
Iniziati nel 1818, i lavori di costruzione dell'ospedale andarono a rilento sia per la carenza di fondi, sia a causa di condizioni meteorologiche particolarmente inclementi. Una prima infermeria iniziò ad essere utilizzata nel 1824, ma solo nel 1867 vennero ultimati i locali di degenza dei piani superiori.
L'ospedale, che nel frattempo si era specializzato nella cura della tubercolosi, nel 1901 raggiunse la massima capacità ricettiva di 243 posti letto, iniziando però a mostrarsi sempre più inadeguato nell'assistere una popolazione urbana enormemente cresciuta e sempre più colpita da malattie polmonari anche a causa delle nascenti attività industriali.
Decisa nel 1904 la costruzione di un nuovo ospedale nei sobborghi meridionali di Torino, l'edificio venne ceduto nel 1917 al Comune, che in un primo momento sembrò volerlo destinare alla demolizione. Nel 1925 si decise infine di adibire l'ex ospedale alla conservazione delle tre sezioni dell'Archivio di Stato esterne all'Archivio di Corte (Guerra, Finanze e Giustizia), prima collocate in edifici diversi e solo da quel momento riunite in un'unica sede.
I lavori di adeguamento dell'edificio alla sua nuova destinazione d'uso ne stravolsero in maniera profonda l'aspetto: l'antico palazzo, cui si aggiunse per la rinnovata necessità di spazi la “manica Valdocco”, perdette la sua primitiva conformazione architettonica. Nel 1980 si intrapresero imponenti lavori di ristrutturazione con lo scopo di rendere più funzionali, moderni e sicuri gli ambienti, ma anche di restituire all'edificio il suo aspetto originario.

## Patrimonio

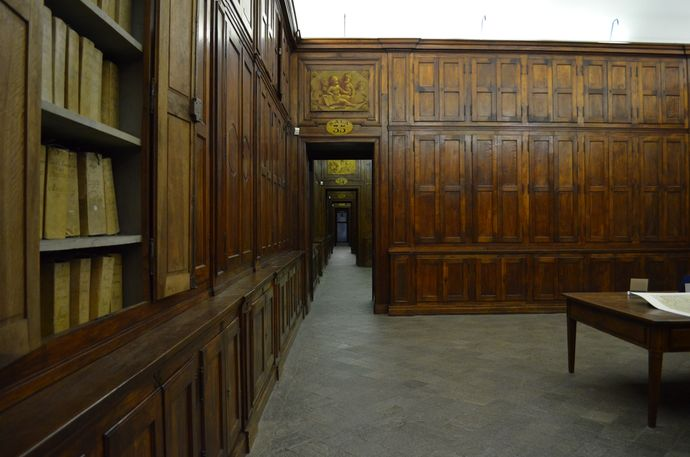
Saloni juvarriani della Sezione Corte dell'Archivio di Stato di Torino

A lungo l'Archivio di Stato di Torino è stato considerato un luogo ovattato, destinato agli specialisti, anche se in realtà il patrimonio conservato in esso si presta alle più disparate possibilità di ricerca. Accanto alle pergamene medievali – come non ricordare a tal proposito il più antico documento conservato in Archivio, l'Atto di fondazione dell'Abbazia di Novalesa, risalente al 726 – si trovano atti fondamentali per la storia del Piemonte (si pensi al diploma con cui il conte Amedeo VIII venne innalzato al rango di Duca di Savoia) e d'Italia (basti pensare allo Statuto Albertino e alla proclamazione del Regno d'Italia), ma non manca certo una documentazione meno "ufficiale", come i disegni di vestiti firmati Armani e Valentino oppure l'archivio di Vittorio Pozzo, commissario tecnico della Nazionale di calcio campione del mondo nel 1934 e nel 1938.
Da questi pochi esempi relativi al patrimonio conservato, si può comprendere come l'Archivio si differenzi marcatamente da altri luoghi di cultura quali biblioteche e musei. I documenti conservati in esso non sono nati con una pura e semplice finalità estetica o come strumenti di immediata diffusione di cultura, bensì sono stati creati per soddisfare finalità giuridiche, amministrative e pratiche, risultando strettamente legati alle funzioni e alle attività esercitate dagli enti, dalle aziende e dalle persone che li hanno prodotti e conservati.
Per questo motivo, prima di intraprendere una ricerca documentaria, occorre aver ben presente lo scopo della propria indagine, in modo da individuare sia il soggetto produttore della documentazione di proprio interesse, sia l'inventario del fondo archivistico derivato dall'attività dello stesso.

## Scuola di Archivistica, Paleografia e Diplomatica
Presso l'Archivio di Stato di Torino, come presso i maggiori Archivi di Stato italiani, è istituita la Scuola di Archivistica, Paleografia e Diplomatica la cui attività è disciplinata dal D.P.R. 30 settembre 1963 n. 1409. La scuola, erede di una lunga tradizione, venne fondata nel 1826 con lo scopo di curare la preparazione del personale scientifico dei Regi Archivi ed è oggi frequentata prevalentemente da allievi esterni. Presso la scuola si tengono corsi gratuiti di durata biennale, attivati ad anni alterni.

## Didattica
A fianco delle attività archivistiche in senso stretto, principalmente connesse alla tutela del proprio patrimonio, l'Archivio di Stato di Torino promuove la valorizzazione dei documenti conservati tramite visite guidate gratuite alle due sedi dell'Istituto e la creazione di percorsi didattici gratuiti rivolti alle scuole. La finalità di questi ultimi è di insegnare a leggere i documenti come segni del loro tempo, traendo da essi interessanti informazioni sul contesto storico in cui sono stati redatti, sui valori di riferimento dell'epoca e sull'organizzazione delle strutture sociali. Alcuni percorsi didattici si prestano inoltre a interessanti confronti con problematiche che, pur essendo declinate oggi in maniera diversa, risultano essere ancora di stretta attualità.

## Progetti

### Digitalizzazioni

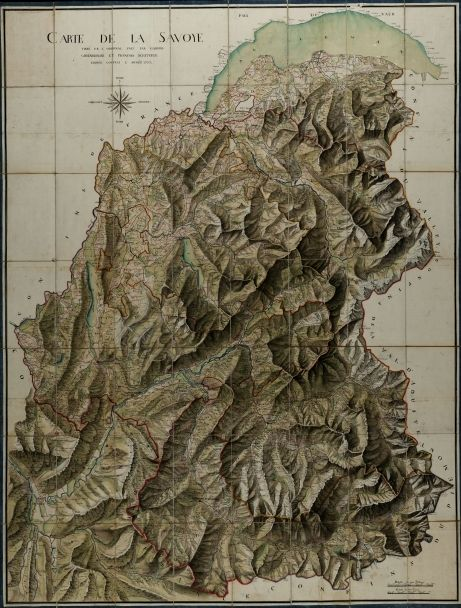
Carta topografica della Savoia, 1737

A partire dalla seconda metà degli anni novanta, l'Archivio di Stato di Torino ha intrapreso diversi progetti di digitalizzazione del proprio patrimonio documentario. Ciò ha permesso da un lato di favorire la consultazione della documentazione da parte di un pubblico più vasto e dall'altro di tutelare gli originali mettendo a disposizione del pubblico una copia digitale di alta qualità.

### Schedature
Quella della schedatura dei fondi è una delle attività più importanti di un Istituto archivistico.
Nel corso degli ultimi venti anni, l'Archivio di Stato di Torino ha prodotto un numero considerevole di schedature informatizzate di molti dei fondi archivistici che conserva, ricavandone nella maggior parte dei casi degli inventari cartacei liberamente consultabili in sala studio.
L'Archivio ha promosso inoltre campagne di schedatura sistematica di fondi particolarmente interessanti, aderendo a progetti internazionali o agendo di propria iniziativa con il sostegno di sponsor privati. È il caso della schedatura delle sentenze criminali del Senato di Piemonte nel XVIII secolo, parte integrante di un progetto europeo “Interreg”, e di quella dei circa 35000 Garibaldini che parteciparono alla spedizione “dei Mille”, in occasione delle celebrazioni dei 150 anni dell'Unità d'Italia.

### Pubblicazioni
Tra le attività dall'Archivio di Stato di Torino vi è anche la pubblicazione di volumi volta alla valorizzazione del proprio patrimonio e alla divulgazione delle conoscenze archivistiche.
Per talune pubblicazioni, ad esempio quelle edite dall'Archivio ed esaurite, vi è la possibilità di accedere alla lettura o al download della versione digitale in formato pdf.

## Amici dell'Archivio di Stato di Torino
L'Associazione Amici dell'Archivio di Stato di Torino si è costituita nel 1996 con la finalità di far scoprire ad un pubblico più ampio possibile il patrimonio documentario conservato dall'Archivio di Stato e sostenere l'Istituto collaborando alle attività promosse da questo, quali mostre, pubblicazioni, convegni e conferenze.